# 牯牛背水库
牯牛背水库是中国安徽省安庆市桐城市黄甲镇境内的一座水库，位于长江支流挂车河上，建于1965年。水库正常库容为4530万立方米，集雨面积为125平方千米，海拔为87米。